# NGC 7390
NGC 7390 é uma galáxia lenticular (S0) localizada na direcção da constelação de Pegasus. Possui uma declinação de +11° 31' 52" e uma ascensão recta de 22 horas, 50 minutos e 19,5 segundos.
A galáxia NGC 7390 foi descoberta em 27 de Novembro de 1850 por William Parsons.